# Пједи Л'Арма (Салерно)
Пједи Л'Арма је насеље у Италији у округу Салерно, региону Кампанија.
Према процени из 2011. у насељу је живело 24 становника. Насеље се налази на надморској висини од 676 м.